# Кириченко Микола Федорович
Микола Федорович Кириченко (нар.15 червня 1940, Ічня — пом. 19 грудня 2008, Київ) — український кібернетик та педагог. Доктор фізико-математичних наук (1974), професор (1975).

## Життєпис
1962 року закінчив механіко-математичний факультет Київського університету.
1965 року в Інституті гідромеханіки АН України захистив кандидатську дисертацію.
Після створення факультету кібернетики Київського університету в 1969  — науковий співробітник та викладач факультету.
1974 захистив докторську дисертацію на тему «Дослідження задач стійкості і стабілізації руху при обмежених збуреннях», а 1975 року обрано професором кафедри моделювання складних систем факультету кібернетики.
1982 року, після смерті Віктора Глушкова, очолює кафедру теоретичної кібернетики.
1986 році запрошений на роботу до Чернівецького державного університету імені Юрія Федьковича, де створює та очолює кафедру математичних проблем управління і кібернетики.
1992 року повертається до Києва, провідним науковим співробітником відділу інтелектуальних систем управління динамічними об'єктами Інституту кібернетики імені В. М. Глушкова НАН України.

## Науковий доробок
Наукові інтереси пов'язані з теорією оптимального управління, з обробкою сигналів, розпізнаванням образів, робототехнікою, розробкою інтелектуальних систем прийняття рішення.
Серед досягнень Миколи Кириченка — розробка аналітичної теорії збурення псевдообернення по Муру-Пенроузу, яка надає широкі можливості розв'язування важливих прикладних задач в різноманітних областях: від класифікації, кластеризації і розпізнавання образів до теорії управління динамічними системами.
Автор та співавтор 5 монографій, 11 наукових посібників, більше 130 наукових праць.
Підготував 30 кандидатів та 5 докторів наук.

## Нагороди
- Державна премія України в галузі науки і техніки 2011 року — за цикл наукових праць «Конструктивна теорія моделювання, аналізу та оптимізації систем з неповними даними та її застосування» (у складі колективу)[1]